# Christian Skladanowski
Christian Skladanowski (19 de abril de 2004) es un baloncestista alemán con nacionalidad polaca que pertenece a la plantilla del Würzburg Baskets de la Basketball Bundesliga y alterna participaciones con su filial en la ProB. Con 2,03 metros de estatura, juega en la posición de alero.

## Trayectoria deportiva
Skladanowski comenzó su carrera profesional en las categorías inferiores del Bayern de Múnich. En 2020, debutó con el filial de conjunto de Múnich con el que jugaría durante tres temporadas en la ProB, la tercera categoría alemana.
En la temporada 2023-23, firma por el San Sebastián Gipuzkoa Basket Club de la Liga LEB Oro y alterna participaciones con el Club Baloncesto Easo de Liga EBA.

### Selección nacional
Skladanowski representó a la Selección de baloncesto de Alemania sub-18.